# Cristhian Moreira
Cristhian Patricio Moreira Barros (Santiago de Chile, 5 de septiembre de 1961) es un Corredor de propiedades y político chileno del partido Unión Demócrata Independiente (UDI). Fue concejal por la comuna de San Ramón entre 2004 y 2008, para luego ser concejal por la comuna de La Cisterna entre 2008 y 2012. Actualmente se desempeña como diputado por el distrito 13 de la Región Metropolitana.

## Biografía
Hijo de Julio César Moreira Cabrera y Marta Liliana Barros Alemparte. Es hermano del exdiputado y actual senador Iván Moreira Barros.
Sus estudios secundarios los completó en el Liceo Luis Alberto Barrera, en Punta Arenas. Tiene estudios de Derecho en la Universidad Bolivariana.

## Carrera política
Comienza en las elecciones municipales de 2004 donde fue elegido Concejal por la comuna San Ramón, en representación del Partido Unión Demócrata Independiente, para el periodo 2004-2008. Obtuvo 4.413 votos correspondientes a un 10,7 % del total de sufragios emitidos.
En las elecciones municipales de 2008, fue elegido Concejal por la comuna de La Cisterna, para el período 2008-2012. Obtuvo 6.718 votos correspondientes a un 17,22% del total válidamente emitido.
En el año 2013, postulo al Consejo Regional por la Región Metropolitana de Santiago para el periodo 2014 y 2018. Obtuvo 30.373 votos, equivalentes al 10,37% de los sufragios válidamente emitidos, no logrando ser electo, siendo la tercera mayoría.
En las elecciones parlamentarias de 2017, fue elegido diputado por el 13° Distrito, Región Metropolitana de Santiago, comunas de El Bosque, La Cisterna, Lo Espejo, Pedro Aguirre Cerda, San Miguel y San Ramón, para el periodo 2018-2022, en representación del Partido Unión Demócrata Independiente, y como parte del pacto Chile Vamos. Obtuvo 18.127 votos correspondientes a un 7,40 % del total de sufragios válidamente emitidos.

## Historial electoral

### Elecciones municipales de 2004
- Elecciones municipales de 2004, para el Concejo Municipal de San Ramón [3]

(Se consideran solo los candidatos que resultaron elegidos para el Concejo Municipal)

### Elecciones municipales de 2008
- Elecciones municipales de 2008, para el Concejo Municipal de La Cisterna [4]

(Se consideran solo los candidatos que resultaron elegidos para el Concejo Municipal)

### Elecciones municipales de 2012
- Elecciones municipales de 2012, para la alcaldía de La Cisterna[7]

### Elecciones consejeros regionales de 2013
- Elecciones de consejeros regionales de 2013, para el Consejo Regional Metropolitano de Santiago [5]

### Elecciones parlamentarias de 2017
- Elecciones parlamentarias de 2017 a Diputado por el distrito 13 (El Bosque, La Cisterna, Lo Espejo, Pedro Aguirre Cerda, San Miguel y San Ramón) [6]

### Elecciones parlamentarias de 2021
- Elecciones parlamentarias de 2021 a diputado por el distrito 13 (El Bosque, La Cisterna, Lo Espejo, Pedro Aguirre Cerda, San Miguel y San Ramón) [8]